# Муньо де Самора
Му́ньо де Само́ра (исп. Munio de Zamora; 1237 — 19 февраля 1300) — монах-доминиканец, в 1285—1291 годах — генеральный магистр ордена проповедников. В 1294—1296 годах — епископ Паленсии.

## Биография
Муньо де Самора родился в 1237 году в Саморе. Никаких подробностей о его ранней жизни не сохранилось, предположительно в 1257 году, в Паленсии, он вступил в орден доминиканцев. В 1281 году он был назначен главой кастильской провинции ордена проповедников и показал на этом посту хорошие административные и организаторские способности.
В 1285 году очередная генеральная ассамблея Ордена проповедников избрала Муньо де Самору Генеральным магистром ордена. Де Самору отличало от всех своих предшественников отсутствие хорошего академического образования, он никогда не учился в университете. На этом основании многие участники Генеральной ассамблеи, в особенности французские братья, противодействовали его избранию, полагая, что академическое образование обязательно для главы Ордена проповедников, однако де Самора всё же был избран.
Важнейшим деянием де Саморы на посту главы ордена стало основание Третьего ордена доминиканцев. Вскоре после избрания он обнародовал «Устав братьев и сестёр покаяния Блаженного Доминика» (Regula Fratrum et Sororum Ordinis de Paenitentiae Beati Dominici), где были сформулированы правила жизни для доминиканцев-терциариев, желающих жить духовностью ордена и находиться под его юрисдикцией, но не покидать мир. Появление терциариев у Ордена проповедников привело к быстрому росту и развитию доминиканцев, однако привело к существенному ухудшению отношений с францисканским орденом, в котором Третий орден был создан раньше, и который теперь испытывал определённую конкуренцию.
Через некоторое время в Риме стали ходить слухи, очерняющие главу доминиканцев. Говорили, что поста он добился, только благодаря политической и финансовой поддержке своего покровителя — короля Санчо IV, обвиняли в коррупции и недостойном поведении. Возможно слухи распускались итальянскими и французскими доминиканцами, недовольными правлением де Саморы. Несмотря на шаткие основания слухов, папа Николай IV, который сам был францисканцем и относился к доминиканцам с долей неприязни, был склонен в них поверить. В 1289 году он призвал де Самору уйти в отставку, но тот отказался, а годом позже был переизбран на очередной срок на Генеральном капитуле 1290 года.
12 апреля 1291 года папа Николай IV издал буллу, в которой потребовал отставки главы ордена и направил её в Паленсию на очередной капитул ордена. Но папские посланники, не успев добраться до Паленсии, были атакованы неизвестными, а булла у них была отобрана. В некоторых источниках прямо говорится, что это было сделано по приказу короля Санчо. Папа был крайне разгневан этим эпизодом и ультимативно потребовал отставки де Саморы, который был вынужден подчиниться. В 1294 году он был назначен епископом Паленсии, но чувствовал себя усталым и разочарованным, пробыл на кафедре только два года, потом оставил её и переехал в Рим, в главный монастырь доминиканцев Санта-Сабина, где вёл аскетичную монашескую жизнь вплоть до смерти 19 февраля 1300 года.